# Estivation

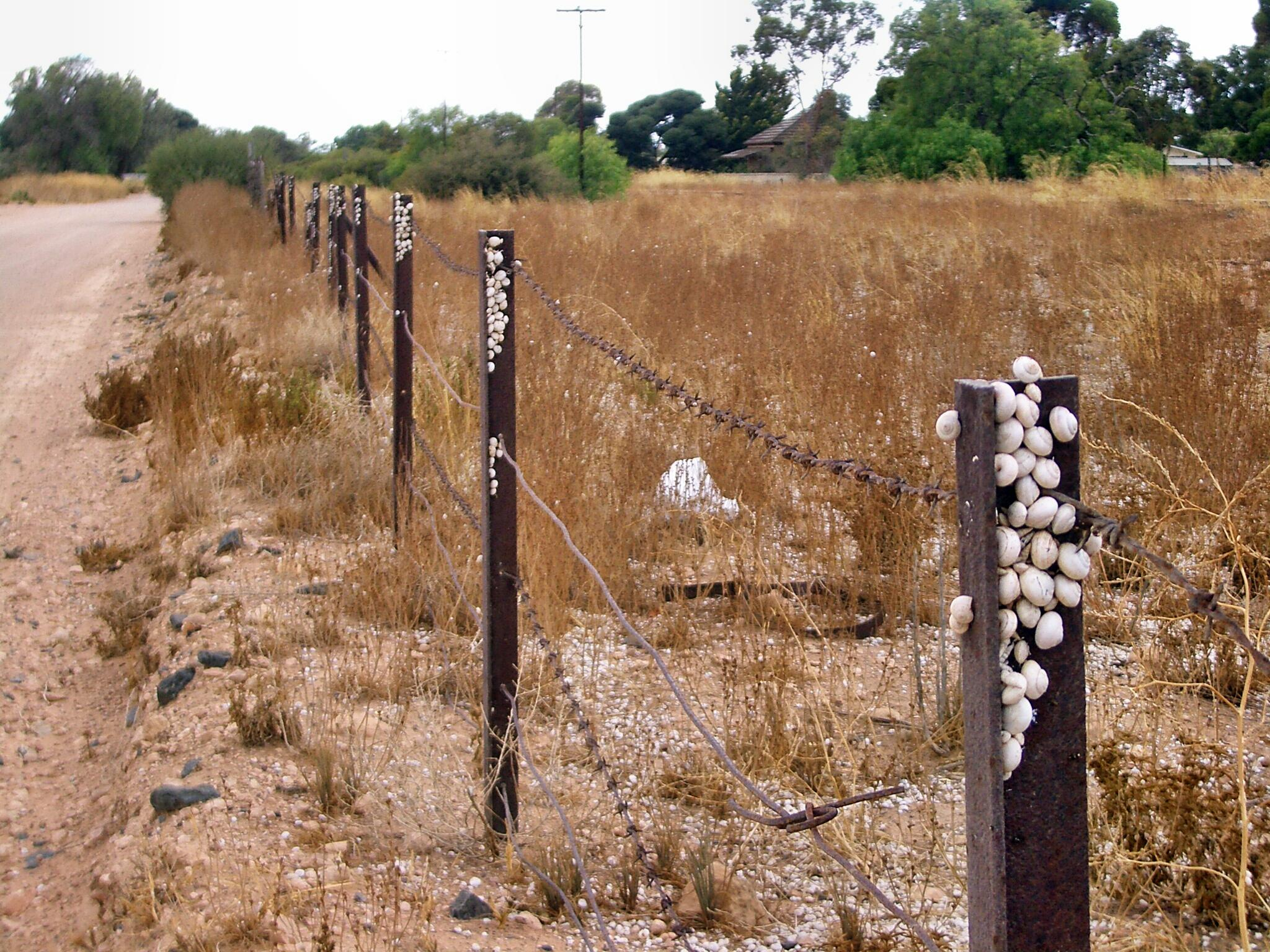
Snäckor av arten Theba pisana som introducerats i Australien estiverar på stängselstolpar i Kadina i delstaten South Australia.

Estivation eller estivering, sommardvala,  är ett sätt för djur att klara sig genom perioder av svår torka och hetta. Det sker genom att djuret uppsöker en klimatiskt gynnsam plats och inträder i ett dvalliknande tillstånd. Fiskar, groddjur och insekter överlever ofta torra och varma perioder i ökenklimat på detta sätt. Dvalan är oftast kombinerad med någon form av inkapsling för att minska vätskeförlusterna.
Tillståndet påminner om vinterdvala men är alltså ett försvar mot höga i stället för mot låga temperaturer.

## Etymologi
Estivation kommer av latinets aeʹstas som betyder sommar.